# Молочай крупнокрыловидный
Молоча́й крупнокрылови́дный (лат. Euphórbia grandialáta) ― многолетний суккулентный кустарник; вид рода Молочай (Euphorbia) семейства Молочайные (Euphorbiaceae).

## Морфология
Великолепное и редкое колючее колоннообразное растение с прямым или ветвистым стволом. Очень тесно связан с молочаем Купера (Euphorbia cooperi), но имеет редуцированный ствол и редко бывает выше 2 м высотой, в то время как молочай купера — настоящее дерево. Листья непрерывно опадают и вырастают новые, в результате чего ствол покрывается рубцами от опавших листьев. Нижние ветви изгибаются вверх, придавая растению форму канделябра.
Ствол явно выражен, прямостоячий, от серого до тёмно-серого, коричневого или черновато-серого цвета, узловатый, до 25 см в диаметре.
Ветви 10—12 см в диаметре, бледно-зелёного цвета, с узкими полосками, глубоко-4 (иногда 3—6)-крылатый, с характерными сужениями и расширениями, подобно звеньям цепи; сегменты треугольные или сердцевидные, 15 см длиной, сегменты молодых растений обычно намного больше.
Шипы 15—30 мм длиной, парные, торчащие горизонтально в разные стороны, равномерно вдоль краёв ветвей и ствола, этим молочай крупнокрыловидный отличается от молочая крупнорогого (Euphorbia grandicornis), у которого шипы 4—5 см и торчат в противоположные стороны в разных направлениях; площадки шипов формируют непрерывное ребро.
В связи с отсутствием лепестков, циатии похожи на маленькие жёлтые бутоны. Они зеленовато-жёлтого цвета, черешчатые, двудомные, располагаются в трёх параллельных линиях вдоль рёбер между шипов на конечных сегментах ветвей. Они собраны в соцветия по три циатии, женские цветки на конце линии в центре ряда, а двуполые — под ними на внешней стороне. Цветёт летом.

## Распространение
Африка: ЮАР (на севере бывшей провинции Трансвааль).
Эндемик провинции Лимпопо, где растёт в долинах рек Стилпорт и Олифантс.
Предпочитает сухую местность, по большей части скалистые склоны.

## Практическое использование
Разводится в домашних условиях как комнатное растение. Может выращиваться в садах с сухим и тёплым климатом, чувствителен к заморозкам.
Размножается черенками.

### Таксономическая таблица
|  |                                      |  |                                                             |                                                             |                      |  | ещё 36 семейств (согласно Системе APG II), в том числе Маковые | ещё 36 семейств (согласно Системе APG II), в том числе Маковые |                               |  |  |  | ещё ≈2000 видов |
|  |                                      |  |                                                             |                                                             |                      |  | ещё 36 семейств (согласно Системе APG II), в том числе Маковые | ещё 36 семейств (согласно Системе APG II), в том числе Маковые |                               |  |  |  | ещё ≈2000 видов |
|  |                                      |  |                                                             | порядок Мальпигиецветные                                    |                      |  |                                                                |                                                                | род Молочай (Euphorbia)       |  |  |  |                 |
|  |                                      |  |                                                             | порядок Мальпигиецветные                                    |                      |  |                                                                |                                                                | род Молочай (Euphorbia)       |  |  |  |                 |
|  | отдел Цветковые, или Покрытосеменные |  |                                                             |                                                             | семейство Молочайные |  |                                                                |                                                                | вид Молочай крупнокрыловидный |  |  |  |                 |
|  | отдел Цветковые, или Покрытосеменные |  |                                                             |                                                             | семейство Молочайные |  |                                                                |                                                                |                               |  |  |  |                 |
|  |                                      |  | ещё 44 порядка цветковых растений (согласно Системе APG II) | ещё 44 порядка цветковых растений (согласно Системе APG II) |                      |  |                                                                | ещё >300 родов                                                 | ещё >300 родов                |  |  |  |                 |
|  |                                      |  |                                                             | ещё 44 порядка цветковых растений (согласно Системе APG II) |                      |  |                                                                |                                                                | ещё >300 родов                |  |  |  |                 |